# Il silenzio (album Dalida)
Il Silenzio è un album in studio della cantante franco-italiana Dalida, pubblicato nel 1965.

## Tracce
1. Il silenzio (Bonsoir mon amour)
2. Tu me voles
3. Son chapeau
4. La Vie en rose (versione 1965)
5. Toi pardonne-moi
6. Le flamenco
7. Scandale dans la famille
8. Le soleil et la montagne
9. C'est irreparable
10. Un enfant
11. Je ne dirai ni oui ni non
12. La danse de Zorba